# آمرست، کبک
آمرست (به فرانسوی: Amherst) بخشی در منطقه شهری له لورانتید ناحیه لورانتید در استان کبک کانادا است. در سرشماری سال ۲۰۱۱ این بخش ۱٬۳۰۷ نفر جمعیت داشته است و مساحت آن ۲۶۰٫۸۲ کیلومتر مربع است.